# Тіллман Томас
Тіллман Джозеф Томас (англ. Tillman Joseph Thomas; нар. 13 червня 1945) — політичний діяч Гренади, прем'єр-міністр країни з 9 липня 2008 до 20 лютого 2013 року, лідер ліберальної партії Національний демократичний конгрес (НДК) з жовтня 2000 року.

## Життєпис
Народився у парафії Сент-Патрік у родині фермера Франко Томаса й домогосподарки. Закінчивши католицьку школу Тіволи продовжив освіту у Фордгемському університеті в Нью-Йорку, де здобув ступінь бакалавра у галузі економіки. Згодом отримав ступінь бакалавра права в Університеті Вест-Індії та свідоцтво про юридичну освіту Школи Г'ю Вудінга (Тринідад і Тобаго).
1978 повернувся до Гренади, де почав брати участь у Програмі юридичної допомоги та захисту прав людини разом із лідером Нового руху ДЖУЕЛ Морісом Бішопом. Програма замислювалась для надання юридичних послуг малозабезпеченим громадянам. 11 липня 1981 року Томас був ув'язнений Народним революційним урядом Моріса Бішопа за «контрреволюційну діяльність», а саме за участь у виданні газети «Голос Гренади». Після 2 років ув'язнення був звільнений в результаті повалення режиму Бішопа 1983.
Вступив до лав Гренадського демократичного руху, який згодом увійшов до складу Нової національної партії (ННП). У грудні 1984 року був обраний депутатом Палати представників від виборчого округу Сент-Патрік Східний і став заступником міністра юстиції. 1987 Томас вийшов зі складу урядової Нової національної партії та став одним із засновників партії Національний демократичний конгрес. До 1990 був заступником генерального секретаря НДК. Після цього зазнав поразки на виборах і не був переобраний депутатом, але тим не менше отримав пост заступника міністра праці. У подальшому Томас був призначений на посаду міністра суспільних робіт і туризму. На парламентських виборах 1999 року НДК зазнав нищівної поразки, залишившись без депутатських мандатів. У жовтні 2000 Томас був обраний лідером партії. У листопаді 2003 знову отримав депутатський мандат і став лідером опозиції, причому урядова консервативна Нова національна партія перемогла лише з незначною перевагою.
Провівши 13 років в опозиції, 8 липня 2008 НДК виграв парламентські вибори, здобувши 11 з 15 місць у парламенті, натомість ННП — лише 4. Наступного дня Тіллман Томас склав присягу як прем'єр-міністр, а 13 липня сформував новий уряд. Томас, окрім посту глави уряду, також зайняв посади міністра закордонних справ, юстиції, національної безпеки, інформації та громадського управління.
2011 року брав участь у зніманні документального фільму «Острів президента», що розповідає про кампанію президента Мальдів Мохамеда Нашида щодо боротьби з глобальним потеплінням. Картина отримала приз Міжнародного кінофестивалю в Торонто (TIFF) як найкращий документальний фільм.
За результатами парламентських виборів 2013 року в Гренаді, його партія втратила усі місця в парламенті країни. Після цього 20 лютого Тіллман Томас залишив пост глави уряду країни.